# Dung dịch đường tiêm tĩnh mạch
Dung dịch đường tiêm tĩnh mạch, còn được gọi là dung dịch dextrose, là hỗn hợp của dextrose (glucose) và nước. Chúng được sử dụng để điều trị đường huyết thấp hoặc mất nước mà không mất chất điện giải. Trường hợp mất nước mà không mất chất điện giải có thể gặp khi bị sốt, cường giáp, calci máu cao hoặc đái tháo nhạt. Thuốc này cũng được sử dụng trong điều trị kali máu cao, nhiễm ketoacidosis tiểu đường, và có thể dùng để tiêm bổ sung dinh dưỡng. Thuốc được đưa vào cơ thể bằng cách tiêm vào tĩnh mạch.
Các tác dụng phụ có thể bao gồm kích thích tĩnh mạch trong khi tiêm thuốc, lượng đường trong máu cao và sưng. Sử dụng quá liều có thể dẫn đến nồng độ natri máu thấp và các vấn đề liên quan đến điện giải khác. Dung dịch đường tiêm tĩnh mạch nằm trong họ thuốc kết tinh. Chúng có một số các cường độ khác nhau như 5%, 10% và 50% dextrose. Khi đường được chuyển hóa, thuốc có thể từ ưu trương chuyển thành dạng nhược trương. Cũng có một số các phiên bản thuốc được trộn thêm với nước muối.
Các giải pháp Dextrose để sử dụng trong y tế trở nên có sẵn trong những năm 1920 và 1930. Nó nằm trong danh sách các thuốc thiết yếu của Tổ chức Y tế Thế giới, tức là nhóm các loại thuốc hiệu quả và an toàn nhất cần thiết trong một hệ thống y tế. Chi phí bán buôn ở các nước đang phát triển là khoảng 1,00-1,80 USD/lít 10% dextrose trong nước và khoảng 0,60 đến 2,40 USD/lít dextrose 5% trong nước muối thông thường. Ở Vương quốc Anh, một lọ 50 ml dung dịch 50% có giá thành 2,01 pound tại NHS.